# Frank Lubbermans
Frank Lubbermans (Engels: Frank Longbottom) is een personage uit de verhalen van Harry Potter. Hij is de vader van Marcel en de man van Lies Lubbermans.
Hij leeft nog wel, maar is vlak na de eerste ondergang van Heer Voldemort gemarteld door Bartolomeus Krenck Jr., Bellatrix, Rodolphus en Rabastan van Detta. Deze Dooddoeners dachten dat hij en Lies wisten waar Heer Voldemort was, en daarom hebben ze hen gemarteld met de Cruciatus-spreuk. Daarbij heeft hij ernstige mentale beschadigingen opgelopen.
In ieder geval tot aan het einde van het zesde boek verblijven zij permanent in St. Holisto’s Hospitaal voor Magische Ziekten en Zwaktes. Hoewel er onder fans geruchten gaan dat zij beter worden, is voor die bewering in de boeken nauwelijks bewijs te vinden.
In een interview stelt J.K. Rowling echter dat Frank en Lies St. Holisto´s nooit zullen verlaten.
Frank en Lies waren zeer populaire Schouwers, en daarom heeft de hele tovergemeenschap geschokt gereageerd op wat er met hen is gebeurd, vooral omdat iedereen dacht dat het gevaar was geweken toen Heer Voldemort was verdwenen.

## Lubbermans familie
|                  |                  |                  |                  |                  |                  |  |  |                    |                    |                    |                    |                    |                    |  |  |                    |                    |                    |                    |                    |                    |                   |                   |                   |                   |                   |                   |                   |                   |                |                |                 |                 |                 |                 |                 |                 |
|                  |                  |                  |                  |                  |                  |  |  |                    |                    |                    |                    |                    |                    |  |  |                    |                    |                    |                    |                    |                    |                   |                   |                   |                   |                   |                   |                   |                   |                |                |                 |                 |                 |                 |                 |                 |
| Callidora Zwarts | Callidora Zwarts | Callidora Zwarts | Callidora Zwarts | Callidora Zwarts | Callidora Zwarts |  |  | Harfang Lubbermans | Harfang Lubbermans | Harfang Lubbermans | Harfang Lubbermans | Harfang Lubbermans | Harfang Lubbermans |  |  | Augusta Lubbermans | Augusta Lubbermans | Augusta Lubbermans | Augusta Lubbermans | Augusta Lubbermans | Augusta Lubbermans |                   |                   | Alfred Lubbermans | Alfred Lubbermans | Alfred Lubbermans | Alfred Lubbermans | Alfred Lubbermans | Alfred Lubbermans |                |                | Edna Lubbermans | Edna Lubbermans | Edna Lubbermans | Edna Lubbermans | Edna Lubbermans | Edna Lubbermans |
| Callidora Zwarts | Callidora Zwarts | Callidora Zwarts | Callidora Zwarts | Callidora Zwarts | Callidora Zwarts |  |  | Harfang Lubbermans | Harfang Lubbermans | Harfang Lubbermans | Harfang Lubbermans | Harfang Lubbermans | Harfang Lubbermans |  |  | Augusta Lubbermans | Augusta Lubbermans | Augusta Lubbermans | Augusta Lubbermans | Augusta Lubbermans | Augusta Lubbermans |                   |                   | Alfred Lubbermans | Alfred Lubbermans | Alfred Lubbermans | Alfred Lubbermans | Alfred Lubbermans | Alfred Lubbermans |                |                | Edna Lubbermans | Edna Lubbermans | Edna Lubbermans | Edna Lubbermans | Edna Lubbermans | Edna Lubbermans |
|                  |                  |                  |                  |                  |                  |  |  |                    |                    |                    |                    |                    |                    |  |  |                    |                    |                    |                    |                    |                    |                   |                   |                   |                   |                   |                   |                   |                   |                |                |                 |                 |                 |                 |                 |                 |
|                  |                  |                  |                  |                  |                  |  |  |                    |                    |                    |                    |                    |                    |  |  | Frank Lubbermans   | Frank Lubbermans   | Frank Lubbermans   | Frank Lubbermans   | Frank Lubbermans   | Frank Lubbermans   |                   |                   | Lies Lubbermans   | Lies Lubbermans   | Lies Lubbermans   | Lies Lubbermans   | Lies Lubbermans   | Lies Lubbermans   |                |                |                 |                 |                 |                 |                 |                 |
|                  |                  |                  |                  |                  |                  |  |  |                    |                    |                    |                    |                    |                    |  |  | Frank Lubbermans   | Frank Lubbermans   | Frank Lubbermans   | Frank Lubbermans   | Frank Lubbermans   | Frank Lubbermans   |                   |                   | Lies Lubbermans   | Lies Lubbermans   | Lies Lubbermans   | Lies Lubbermans   | Lies Lubbermans   | Lies Lubbermans   |                |                |                 |                 |                 |                 |                 |                 |
|                  |                  |                  |                  |                  |                  |  |  |                    |                    |                    |                    |                    |                    |  |  |                    |                    |                    |                    |                    |                    |                   |                   |                   |                   |                   |                   |                   |                   |                |                |                 |                 |                 |                 |                 |                 |
|                  |                  |                  |                  |                  |                  |  |  |                    |                    |                    |                    |                    |                    |  |  |                    |                    |                    |                    | Marcel Lubbermans  | Marcel Lubbermans  | Marcel Lubbermans | Marcel Lubbermans | Marcel Lubbermans | Marcel Lubbermans |                   |                   | Hannah Albedil    | Hannah Albedil    | Hannah Albedil | Hannah Albedil | Hannah Albedil  | Hannah Albedil  |                 |                 |                 |                 |
|                  |                  |                  |                  |                  |                  |  |  |                    |                    |                    |                    |                    |                    |  |  |                    |                    |                    |                    | Marcel Lubbermans  | Marcel Lubbermans  | Marcel Lubbermans | Marcel Lubbermans | Marcel Lubbermans | Marcel Lubbermans |                   |                   | Hannah Albedil    | Hannah Albedil    | Hannah Albedil | Hannah Albedil | Hannah Albedil  | Hannah Albedil  |                 |                 |                 |                 |